# Lotten von Plomgren
Charlotta (Lotten) Johanna Jakobina von Plomgren, född Liljencrantz 13 oktober 1831 i Stockholm, död 20 juli 1916 i Stockholm, var en svensk aktivist, civilförsvarskvinna och förbundsgrundare. Hon var en av grundarna av Svenska kvinnoföreningen för fosterlandets försvar och dess ordförande från grundandet 1884 till 1914. 

## Biografi
Lotten von Plomgren föddes 1831 vid kavalleriförbandet Livgardet till häst där hennes far, greve Gustaf Fredrik Liljencrantz, var sekundchef. Hon var det andra barnet i en barnaskara som skulle växa till fem. Hennes syster Jacquette Liljencrantz, som var yngst, skulle senare rymma för att frigöra sig från brödernas hårda sociala kontroll. Barndomen tillbringades i Stockholm, delvis med Arvfurstens palats som bostad, efter att hennes far på 1840-talet utsetts till hovmarskalk hos kung Oscar I. Som 25-åring gifte hon sig med officeren, senare översten, Erland von Plomgren. Tillsammans med honom fick hon åtta barn, tätt födda mellan 1857 och 1870. Yngsta dottern Ida von Plomgren blev kvinnorättskämpe och svensk mästare i fäktning.
Våren 1884 deltog hon i ett möte med upprustningsförespråkande kvinnor som resulterade i bildandet av organisationen Svenska kvinnoföreningen för fosterlandets försvar. Föreningen hade till syfte att stödja nationens militära försvar och samlade in stora summor pengar till militära ändamål, däribland förstärkandet av Karlsborgs fästning. Lotten von Plomgren var föreningens ordförande under en period om 30 år från bildandet 1884 fram till 1914. Under denna period växte föreningen till en av Sveriges största kvinnoorganisationer. Lotten von Plomgren uppges ha arbetat för föreningens verksamhet och utveckling med hänförelse och framgång. För sina insatser belönades hon bland annat med medaljen Illis quorum.
Lotten von Plomgren lämnade styrelsen för Svenska kvinnoföreningen för fosterlandets försvar år 1914 och efterträddes på ordförandeposten av Anna Rappe. Hon avled 1916, 84 år gammal.